# Danyel Dirk
Danyel Dirk, pseudoniem van Daniel Vangrunderbeek (Etterbeek, 24 januari 1947 - Mechelen, 28 augustus 1969), was een Vlaamse zanger die gedurende zijn korte carrière een nummer 1-hit behaalde in de Vlaamse hitlijst.

## Biografie
Vangrunderbeek was al op jonge leeftijd geïnteresseerd in muziek. Nadat hij van zijn oudste zus een gitaar had gekregen, begon hij zich hier steeds meer op te concentreren. Begin 1967 stond hij voor het eerst op een podium tijdens een zangwedstrijd, waarmee hij een platencontract verdiende. Onder zijn artiestennaam Danyel Dirk nam hij vooral populaire deuntjes op waarbij de liefde en de meisjes centraal stonden. In 1969 behaalde hij een nummer 1-hit in de Vlaamse hitlijsten met het nummer Als je de taal van de liefde verstaat. De muziek was van de hand van Bobbejaan Schoepen, de tekst van Jan Theys. Het nummer werd later gecoverd door onder meer John Terra en Luc Steeno.
Danyel Dirk raakte in augustus 1969 zwaargewond bij een verkeersongeval te Hever. Hij overleed kort daarop op 22-jarige leeftijd in een ziekenhuis in Mechelen. Hij werd begraven in zijn woonplaats Leefdaal.